# Poyntonophrynus fenoulheti
Espèce
Synonymes
- Bufo fenoulheti Hewitt & Methuen, 1912
- Bufo fenoulheti obtusum Hewitt, 1925
- Bufo vertebralis albiventris Power, 1927
- Bufo fenoulheti rhodesianus Hewitt, 1932
- Bufo vertebralis grindleyi Poynton, 1963

Statut de conservation UICN

 LC  : Préoccupation mineure
Poyntonophrynus fenoulheti est une espèce d'amphibiens de la famille des Bufonidae.

## Répartition
Cette espèce se rencontre :
- dans le nord-est de l'Afrique du Sud ;
- au Swaziland ;
- dans l'Ouest et le Sud du Mozambique ;
- au Zimbabwe ;
- dans l'est du Botswana ;
- en Namibie dans la bande de Caprivi.

Sa présence est incertaine dans le sud-est de l'Angola et dans le sud-ouest de la Zambie.

## Étymologie
Cette espèce est nommée en l'honneur de James Peter Fenoulhet.

## Publication originale
- Hewitt & Methuen, 1912 : Descriptions of some new Batrachia and Lacertilia from South Africa. Transactions of the Royal Society of South Africa, vol. 3, p. 107-111.